# Euepalpodes arcuatus
Euepalpodes arcuatus là một loài ruồi trong họ Tachinidae.